# Staustufe Landesbergen
Die Staustufe Landesbergen ist eine Staustufe an der Weser nordwestlich der Ortschaft Landesbergen im Landkreis Nienburg/Weser. Sie besteht aus einem Wehr und einem Wasserkraftwerk. Westlich der Staustufe schließt sich das innerhalb eines Altarms der Weser ausgewiesene Naturschutzgebiet Wellier Schleife/Staustufe Landesbergen an. Unmittelbar östlich liegt die Schleuse Landesbergen in einem kurzen Schleusenkanal.

## Wehr
Die Staustufe Landesbergen bei Gewässerkilometer 252 wurde in den 1950er Jahren als eine von mehreren Staustufen der Mittelweser gebaut, um einen möglichst gleichbleibenden Wasserstand halten und die Wasserstraße für große Schiffe passierbar zu machen. Das Wehr wurde von 1958 bis 1960 errichtet und besteht aus zwei jeweils 40 m breiten Feldern. Die Stauhöhe beträgt 5,50 m. Das Wehr wird vom Wasserstraßen- und Schifffahrtsamt Weser, Außenbezirk Nienburg, betrieben. Im November 1960 wurde sie als letzte der 7 Mittelweser Staustufen in Betrieb genommen. Die Mittelweser von Minden bis Bremen war damit fertig kanalisiert.

## Wasserkraftwerk
Zugleich wurde ein Laufwasserkraftwerk errichtet, das seit 1960 in Betrieb ist. Ursprünglich wurde das Wasserkraftwerk von der Firma PreußenElektra betrieben, die später in der E.ON Wasserkraft-GmbH aufging. Durch einen Beteiligungstausch mit dem norwegischen Energiekonzern Statkraft ist dieser seit dem 1. Januar 2009 Besitzer und Betreiber des Kraftwerks. Das Kraftwerk mit seinen drei Kaplan-Turbinen, deren Spiralgehäuse in Heberbauweise ausgeführt sind, hat eine Kapazität von 7,2 MW und liefert jährlich durchschnittlich 36 GWh elektrischen Strom, was einer durchschnittlichen Leistung von 4,1 MW entspricht. Das Kraftwerk in Landesbergen wird von einem zentralen Kontrollraum überwacht, der sich im Pumpspeicherwerk Erzhausen befindet.